# Cosme Salles
Cosme José Salles (São Gonçalo, 6 de novembro de 1956) é um empresário, comerciante e politico brasileiro

## Atuação política
Desenvolveu a sua carreira política na cidade de Itaboraí. Foi vice-prefeito da cidade entre 1982 e 1989. Foi também deputado estadual pelo Rio de Janeiro entre 1998 e 2000. Foi por duas vezes prefeito de Itaboraí entre 2000 e 2009, tendo sido reeleito em 2004, sendo até 2023 o único prefeito a ser reeleito de forma consecutiva para governar a cidade 